# Gustav Jaumann
Gustav Jaumann (* 18. April 1863 in Karansebesch, Banat, Kaisertum Österreich; † 21. Juli 1924 in den Ötztaler Alpen, Österreich) war ein österreichischer Physiker.
Jaumann wird als Sohn eines k.k. Oberkriegskommisärs in Karansebesch an der ehemaligen österreichischen Militärgrenze geboren. 1880 absolvierte er die Oberrealschule und begann an der Technischen Hochschule in Prag (1880–1881) und Wien (1881–1883) zunächst ein Chemiestudium. Er holt die Matura (Abitur) am Gymnasium nach und studiert an der Karls-Universität Prag Physik. In Prag hört er Vorlesungen bei Ernst Mach und wird schließlich Machs Assistent. Er bleibt acht Jahre bei Mach. Der 1890 erschienene zweite Teil des Lehrbuchs „Grundriß der Naturlehre“ verfassen Mach und Jaumann gemeinsam. Jaumann promoviert 1890 zum Doktor der Philosophie und habilitiert im selben Jahr als Privatdozent für Physik. Im Jahr 1891 wurde er zum Mitglied der Leopoldina gewählt.
1893 wird Jaumann zum außerordentlichen Professor der Experimentalphysik und physikalischen Chemie an der „k.k. deutschen Karl-Friedrichs Universität“ in Prag. 1901 avancierte Jaumann zum  ordentlichen Professor für Physik an der Deutschen Technischen Hochschule in Brünn.  
Das 1902 von Josiah Willard Gibbs verfasste Buch zur Vektoranalysis hat großen Einfluss auf Jaumann. Denn ab 1905 macht Jaumann in seinen Arbeiten konsequent Gebrauch von der Vektor- bzw. Tensornotation, obwohl er den Terminus nie brauchte. Er nannte den „Spannungstensor“ „Spannungsdyade“. Tensoren „dritter“ und „vierter“ Stufe nannte er „Triaden“ und „Tetraden“.
Weil Albert Einstein in Prag 1909 auf dem ersten Platz der Berufungsliste war und Jaumann nur auf dem zweiten, zog dieser seine Bewerbung zurück.
Im Alter von 61 Jahren starb Jaumann am 21. Juli 1924 in den Ötztaler Alpen.
Man kann Jaumann auch als einen Pionier der Kontinuumsmechanik bezeichnen.